# Gare de Clermont-Ferrand
Gare de Clermont-Ferrand vasútállomás Franciaországban, Clermont-Ferrand településen.

## Vasútvonalak
Az állomást az alábbi vasútvonalak érintik:
- Saint-Germain-des-Fossés-Nîmes-Courbessac-vasútvonal
- Clermont-Ferrand–Saint-Just-sur-Loire-vasútvonal
- d'Eygurande - Merlines–Clermont-Ferrand-vasútvonal

## Kapcsolódó állomások
A vasútállomáshoz az alábbi állomások vannak a legközelebb:
- Gare de Clermont-La Pardieu (Gare de Nîmes, Saint-Germain-des-Fossés-Nîmes-Courbessac-vasútvonal)
- Gare de Gerzat (Gare de Saint-Germain-des-Fossés, Saint-Germain-des-Fossés-Nîmes-Courbessac-vasútvonal)
- Gare de Riom - Châtel-Guyon
- Gare de Neussargues
- Gare de Clermont-La Rotonde
- Gare d'Aulnat-Aéroport